# Ярцево (Лузький район)
Я́рцево (рос. Ярцево) — присілок у складі Лузького району Кіровської області, Росія. Входить до складу Лальського міського поселення.
Населення становить 12 осіб (2010, 17 у 2002).
Національний склад станом на 2002 рік — росіяни 100 %.